# Diego Cuesta Silva
Pas d'image ? Cliquez ici

a Compétitions nationales et continentales officielles uniquement.

b Matchs officiels uniquement.
Dernière mise à jour le 15 novembre 2021.
Diego Cuesta Silva, né dans Buenos Aires, le 20 janvier 1963, est un ancién joueur de rugby argentin, évoluant au poste de centre ou d'ailier.

## Carrière

### Clubs Successifs
- San Isidro Club

### équipe nationale
Diego Cuesta Silva a connu 63 sélections internationales en équipe d'Argentine, il fait ses débuts  le 16 juillet 1983 contre l'équipe du Chili. Sa dernière apparition comme Puma a lieu le 21 octobre 1995 contre les Français.

## Statistiques en équipe nationale
- 63 sélections en équipe d'Argentine
- 28 essais
- 125 points
- Nombre de sélections par année : 2 en 1983, 6 en 1985, 4 en 1986, 6 en 1987, 4 en 1988, 3 en 1989, 6 en 1990, 6 en 1991, 5 en 1992, 7 en 1993, 5 en 1994, 9 en 1995

- Participation à la Coupe du monde de rugby : 1987 (2 matchs disputés, 2 comme titulaire), 1991 (3 matchs disputés, 3 comme titulaire), 1995 (3 matchs disputés, 3 comme titulaire).